# John Lynch Phillips
John Lynch Phillips (* 15. April 1951 in Fort Belvoir, Virginia) ist ein US-amerikanischer Astronaut und Marineflieger der United States Navy.

## Leben
Phillips, der in Scottsdale (Arizona) aufwuchs, studierte an der United States Naval Academy Mathematik und Russisch und erwarb 1972 einen Bachelor. Zwei Jahre darauf erhielt er von der University of West Florida einen Master in Luftfahrttechnik. An der University of California studierte er ein Jahrzehnt später Geo- und Weltraumphysik. Er verließ die Hochschule 1987 als promovierter Physiker, nachdem er bereits 1984 einen Master erlangt hatte.
Phillips wurde in Kalifornien zum Marineflieger ausgebildet und erhielt Ende 1974 seine Pilotenlizenz. Nach einem dreijährigen Auslandseinsatz auf den Flugzeugträgern Oriskany und Franklin D. Roosevelt (mit über 4500 Flugstunden) warb er an der US-Ostküste neue Soldaten an. Er wurde anschließend auf die Naval Air Station North Island bei San Diego in Kalifornien versetzt, wo er bis zu seinem Austritt aus der Navy im Jahr 1982 diente.
Er war Astronaut der Mission STS-100 der Endeavour vom 19. April bis 1. Mai 2001. Danach war er Teilnehmer der Mission ISS-Expedition 11 und arbeitete auf der Internationalen Raumstation (ISS). Phillips startete am 14. April 2005 in Baikonur an Bord des russischen Sojus-TMA-6-Raumschiffs. Auf der Raumstation nahm er die Aufgaben eines Flugingenieurs wahr. Mit Sojus TMA-6 kehrte Phillips am 11. Oktober 2005 wieder zur Erde zurück.
Im Oktober 2007 wurde er für die Weltraummission STS-119 eingeteilt. Bei dieser Space-Shuttle-Mission wurde das letzte Solarzellenelement der ISS ins All gebracht. Der Start erfolgte am 15. März 2009. Die STS-119-Mission ging am 28. März 2009 mit der Landung am Kennedy Space Center in Florida erfolgreich zu Ende.